# Claudia Marsani

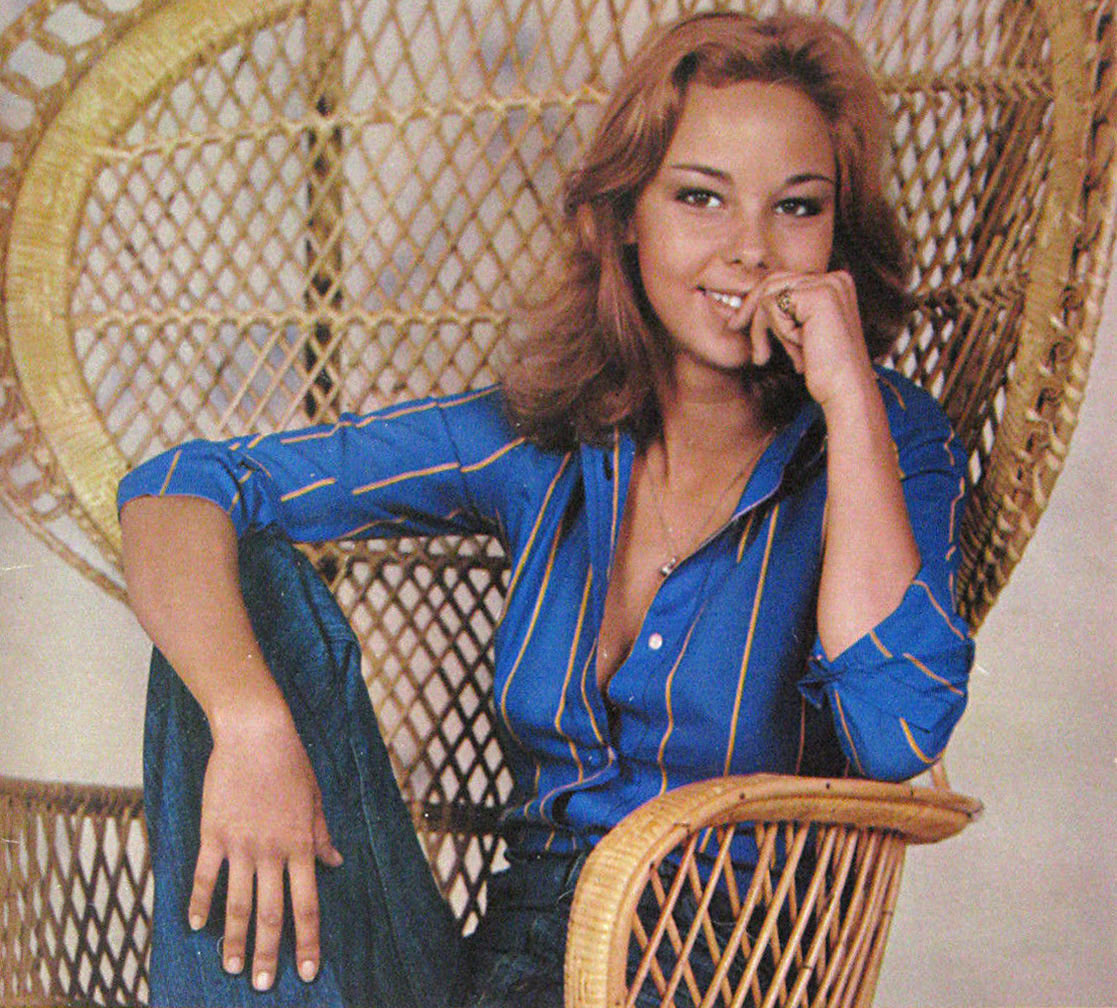
Claudia Marsani (um 1975)

Claudia Marsani (* 5. Februar 1959 in Nairobi) ist eine italienische Schauspielerin.

## Leben
Marsani gewann im Jahr 1973 den Titel Miss Teenage Italy und ließ sich 1975 im italienischen Playboy (Nr. 9/75) sowie 1976 im Playmen (Nr. 5/76) ablichten.

## Wirken
Ihr Filmdebüt hatte sie in der Rolle der Lietta Brumonti an der Seite von Burt Lancaster und Helmut Berger in Luchino Viscontis Film Gewalt und Leidenschaft im Jahr 1974. Beim italienischen Filmpreis Nastro d’Argento wurde sie für diesen Auftritt in der Kategorie Beste Nachwuchsdarstellerin ausgezeichnet.
Auftritte in zwei dreiteiligen Miniserien und zwei weitere Kinofilme folgten. Sie beschloss ihre kurze Kinokarriere mit dem französischen Film Scandalo an der Seite von Franco Nero im Jahr 1976. Sie beendete 1978 ihre vielversprechende Laufbahn als Schauspielerin mit noch nicht einmal 20 Jahren, da sie laut zeitgenössischen italienischen Zeitungen eine lebensverändernde spirituelle Einstellung verspürte und schließlich Mutter wurde.

## Filmografie
- 1974: Gewalt und Leidenschaft (Gruppo di famiglia in un interno)
- 1975: Signora Ava (Fernseh-Miniserie, drei Folgen)
- 1975: Der Gorilla (Vai Gorilla)
- 1976: Computer morden leise (L'ordinateur des pompes funèbres)
- 1976: Scandalo
- 1978: Giorno segreto (Fernseh-Miniserie, drei Folgen)